# Deutsche Botschaft Sanaa
Die Deutsche Botschaft Sanaa ist die diplomatische Vertretung der Bundesrepublik Deutschland in der Jemenitischen Republik. Die Botschaft ist seit Februar 2015 geschlossen. Die diplomatischen Beziehungen sind jedoch nicht abgebrochen. Botschafter und Botschaftspersonal arbeiten von Amman (Jordanien) und Riad (Saudi-Arabien) aus.

## Lage und Gebäude
Das Kanzleigebäude und die Residenz des Botschafters befindet sich im Al Sabeen District der Capital Municipality der jemenitischen Hauptstadt Sanaa. Die Straßenadresse wird angegeben als: German Embassy Road, 13 Street, Hadda, Sanaa.
Die Liegenschaft befindet sich im Stadtteil Hadda des Al Sabeen District südöstlich des Stadtzentrums. Die Gebäude bilden ein Ensemble von vier zweigeschossigen Häusern. Im Jahr 2008 wurden neben einer allgemeinen sicherheitstechnischen Aufrüstung die Ertüchtigung der umgebenden Mauern und Zäune und der Zufahrttore durchgeführt.

## Auftrag und Organisation
Die Deutsche Botschaft Sanaa hat im Prinzip den Auftrag, die deutsch-jemenitischen Beziehungen zu pflegen, die deutschen Interessen gegenüber der Regierung des Jemen zu vertreten und die Bundesregierung über Entwicklungen im Jemen zu unterrichten.

## Geschichte
Die Bundesrepublik Deutschland eröffnete am 30. April 1960 eine Gesandtschaft in Sanaa, die am 1. September 1963 in eine Botschaft umgewandelt wurde. Am 14. Mai 1965 wurden die diplomatischen Beziehungen abgebrochen und am 15. Juli 1969 wurde die Botschaft wieder eröffnet.
Die DDR unterhielt ab 1958 eine offizielle Handelsmission in Sanaa (damals Nordjemen), die 1962 in ein Generalkonsulat umgewandelt wurde. Am 21. Dezember 1972 kam es zur Aufnahme diplomatischer Beziehungen mit Austausch von Botschaftern. Die Botschaft der DDR in Sanaa wurde 1990 mit Beitritt der DDR zur Bundesrepublik Deutschland geschlossen.
Nach Ausbruch des Bürgerkriegs im Jemen im Jahr 2013 und der saudi-arabischen Offensive 2015 kam die Auftragserledigung der Botschaft angesichts der desolaten Sicherheitslage zum Erliegen. Nach der Machtübernahme der Huthi im Jemen im Februar 2025 wurde die deutsche Botschaft in Sanaa aus Sicherheitsgründen geschlossen. Die diplomatischen Beziehungen wurden jedoch nicht abgebrochen. Botschafter und Botschaftspersonal arbeiten von Amman (Jordanien) und Riad (Saudi-Arabien) aus. Schon im Oktober 2013 hatte es einen Anschlag gegeben, der mutmaßlich der Botschafterin Carola Müller-Holtkemper galt und dem die deutsche Sicherheitskraft Mirko Kanzler zum Opfer fiel.